# Жаба галаслива
Жаба галаслива (Lithobates clamitans) — вид земноводних з роду Американська жаба родини Жаб'ячі. Має 2 підвиди. Інша назва «зелена жаба».

## Опис
Загальна довжина досягає 4,7—10 см, вага — 28-85 г. Спостерігається статевий диморфізм: самиці більші за самців. За будовою схожа на велику зелену жабу. Шкіра груба, шорстка. Має складки на спині та з боків.
Верхня сторона тіла цієї жаби забарвлена спереду у зелений або оливково-зелений колір, позаду — у сірий або коричнюватий. Горло лимонно-жовте у самців, біле — у самиць. Спина й передні лапи у бурих плямах, а задні кінцівки — у своєрідній «перев'язі» того ж кольору. Черево забарвлено у білий колір.

## Спосіб життя
Полюбляє прісні водойми, ставки, придорожні канави, озера, прісні болота, струмки. Не зустрічаються далі ніж на 18 м від води. Активна вдень. Поживою є комахи, павуки, риба, раки, креветки, равлики, жаби, пуголовки, невеличкі змії, пташенята.
Статева зрілість у самців настає у 1 рік, у самиць — на 2-3 рік. Шлюбний сезон триває у квітні—серпні. Під час нього самець видає дуже гучні та галасливі звуки. За це жаба й отримала свою назву. Самець схоплює ззаду самицю амплексусом. Запліднення відбувається у воді. Самиця відкладає 1000—7000 яєць. Метаморфоз спостерігається у першій половині липня. Максимальна швидкість росту спостерігається в перший рік життя, подальше збільшення її розмірів незначно.

## Розповсюдження
Мешкає у східних та південно—східних штатах США та у деяких південно-східних провінціях Канади.

## Підвиди
- Lithobates clamitans clamitans
- Lithobates clamitans melanota